# Supercupa Maltei
Supercupa Maltei este competiția fotbalistică de supercupă anuală din Malta, disputată între campioana din Prima Ligă Malteză și câștigătoarea Cupei Maltei. Competiția este organizată începând cu anul 1985.

## Ediții
- Campioana din Prima Ligă Malteză vs Câștigătoarea Cupei Maltei

- 1985 : Rabat Ajax 2-0 Zurrieq F.C.
- 1986 : Rabat Ajax 4-2 Hibernians F.C.
- 1987 : Ħamrun Spartans F.C. 3-0 Valletta F.C.
- 1988 : Ħamrun Spartans F.C. 1-0 (a.e.t.) Sliema Wanderers F.C.
- 1989 : Sliema Wanderers F.C. 3-3 (a.e.t.) (6-7 on pens.) Ħamrun Spartans F.C.
- 1990 : Valletta F.C. 3-0 Sliema Wanderers F.C.
- 1991 : Ħamrun Spartans F.C. 1-1 (a.e.t.) (6-5 on pens.) Valletta F.C.
- 1992 : Valletta F.C. 0-2 Ħamrun Spartans F.C.
- 1993 : Floriana F.C. 4-1 Valletta F.C.
- 1994 : Hibernians F.C. 2-2 (a.e.t.) (5-4 on pens.) Floriana F.C.
- 1995 : Hibernians F.C. 2-2 (a.e.t.) (5-6 on pens.) Valletta F.C.
- 1996 : Sliema Wanderers F.C. 0-0 (a.e.t.) (3-2 on pens.) Valletta F.C.
- 1997 : Valletta F.C. 5-2 Birkirkara F.C.
- 1998 : Valletta F.C. 2-0 Hibernians F.C.
- 1999 : Valletta F.C. 2-1 Birkirkara F.C.
- 2000 : Birkirkara F.C. 0-3 Sliema Wanderers F.C.
- 2001 : Valletta F.C. 2-1 Sliema Wanderers F.C.
- 2002 : Hibernians F.C. 0-1 (a.e.t.) Birkirkara F.C.
- 2003 : Sliema Wanderers F.C. 0-2 Birkirkara F.C.
- 2004 : Sliema Wanderers F.C. 1-3 (a.e.t.) Birkirkara F.C.
- 2005 : Sliema Wanderers F.C. 0-3 Birkirkara F.C.
- 2006 : Birkirkara F.C. 2-1 Hibernians F.C.
- 2007 : Marsaxlokk F.C. 1-3 Hibernians F.C.
- 2008 : Valletta F.C. 2-0 Birkirkara F.C.
- 2009 : Hibernians F.C. 0-1 Sliema Wanderers F.C.
- 2010 : Birkirkara F.C. 2-3 (a.e.t) Valletta F.C.
- 2011 : Valletta F.C. 3-0 Floriana F.C.
- 2012 : Valletta F.C. 3-1 Hibernians F.C.
- 2013 : Birkirkara F.C. 3-2 Hibernians F.C.

## Performanță după club
| Club                         | Trofee |
| ---------------------------- | ------ |
| Valletta F.C.                | 10     |
| Birkirkara F.C.              | 6      |
| Hamrun Spartans F.C.         | 5      |
| Sliema Wanderers F.C.        | 3      |
| Hibernians F.C. & Rabat Ajax | 2      |
| Floriana F.C.                | 1      |